# Sungai Mentaram
Sungai Mentaram is een bestuurslaag in het regentschap Batu Bara van de provincie Noord-Sumatra, Indonesië. Sungai Mentaram telt 1235 inwoners (volkstelling 2010).